# Maja e Harapit
Maja e Harapit (albanska: Maja e Harapit eller Maja e Arapit) är ett berg i Prokletije-kedjan i norra Albanien. Berget är 2 217 meter högt, med en 800 meter hög bergvägg åt söder. Berget ligger i kanten av nationalparken Theth.
Berget ligger nära bergspasset Qafa e Pejës. Albaniens längsta horisontella grotta ligger under den södra väggen av berget. Bulgariska forskare har mätt upp en längd på 2 585 meter. Grottans djup är 346 meter och inom den har man funnit femton olika djurarter.

### Fotnoter
1. ↑  ”International Caving Expedition Maja Arapit 2009”. European Federation of Speleology. 1 augusti 2008. http://alexey.blog.bg/hobi/2009/07/07/international-caving-expedition-quot-maja-arapit-2009-quot-a.360248. (engelska)